# Brenner (cràter)
Brenner és un antic cràter d'impacte que es troba a l'escarpada zona sud-est de la cara visible de la Lluna, situat a un diàmetre de distància del cràter Metius i al nord-oest del cràter Fabricius.

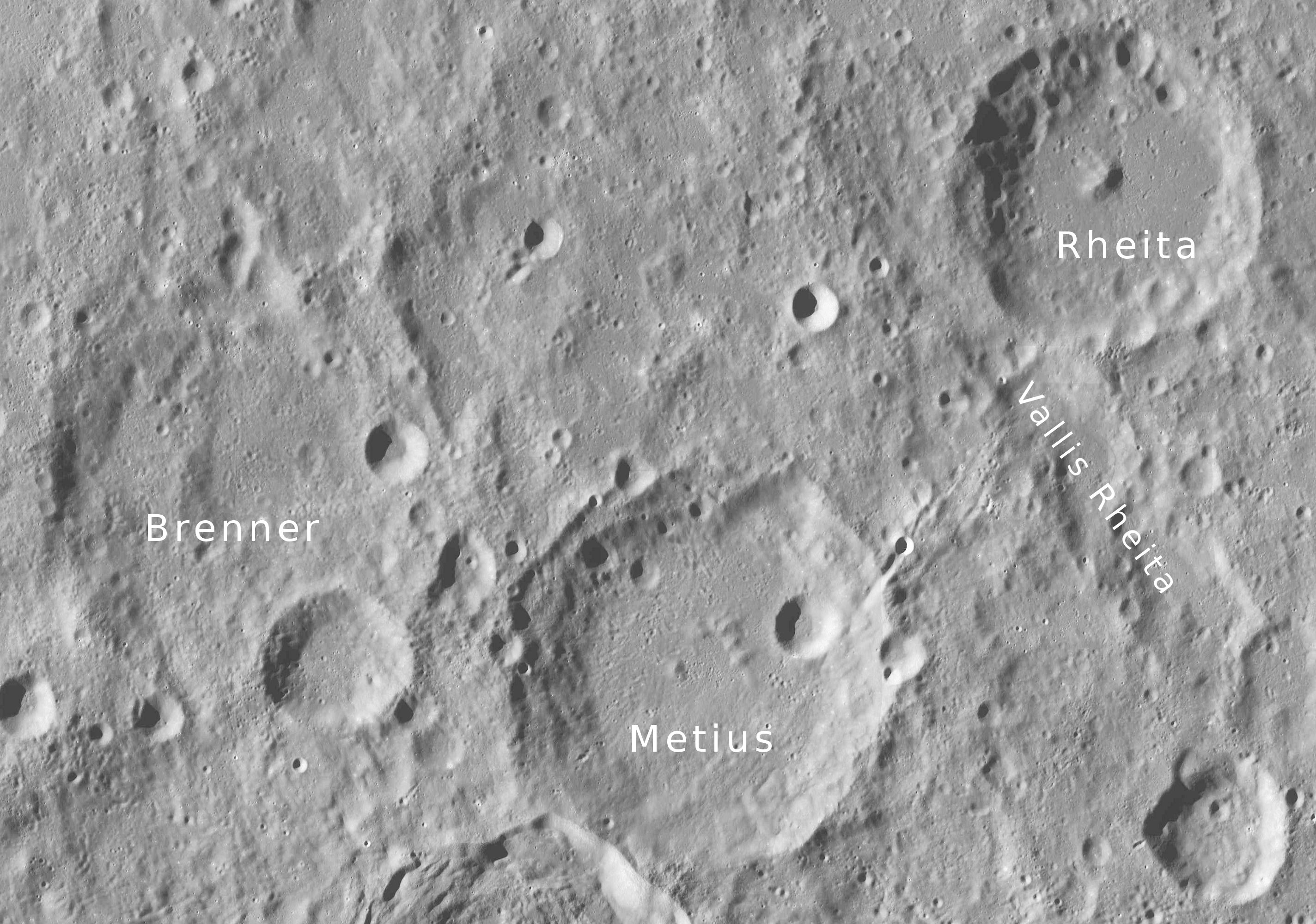
Localització de Brenner (centre esquerra de la imatge)
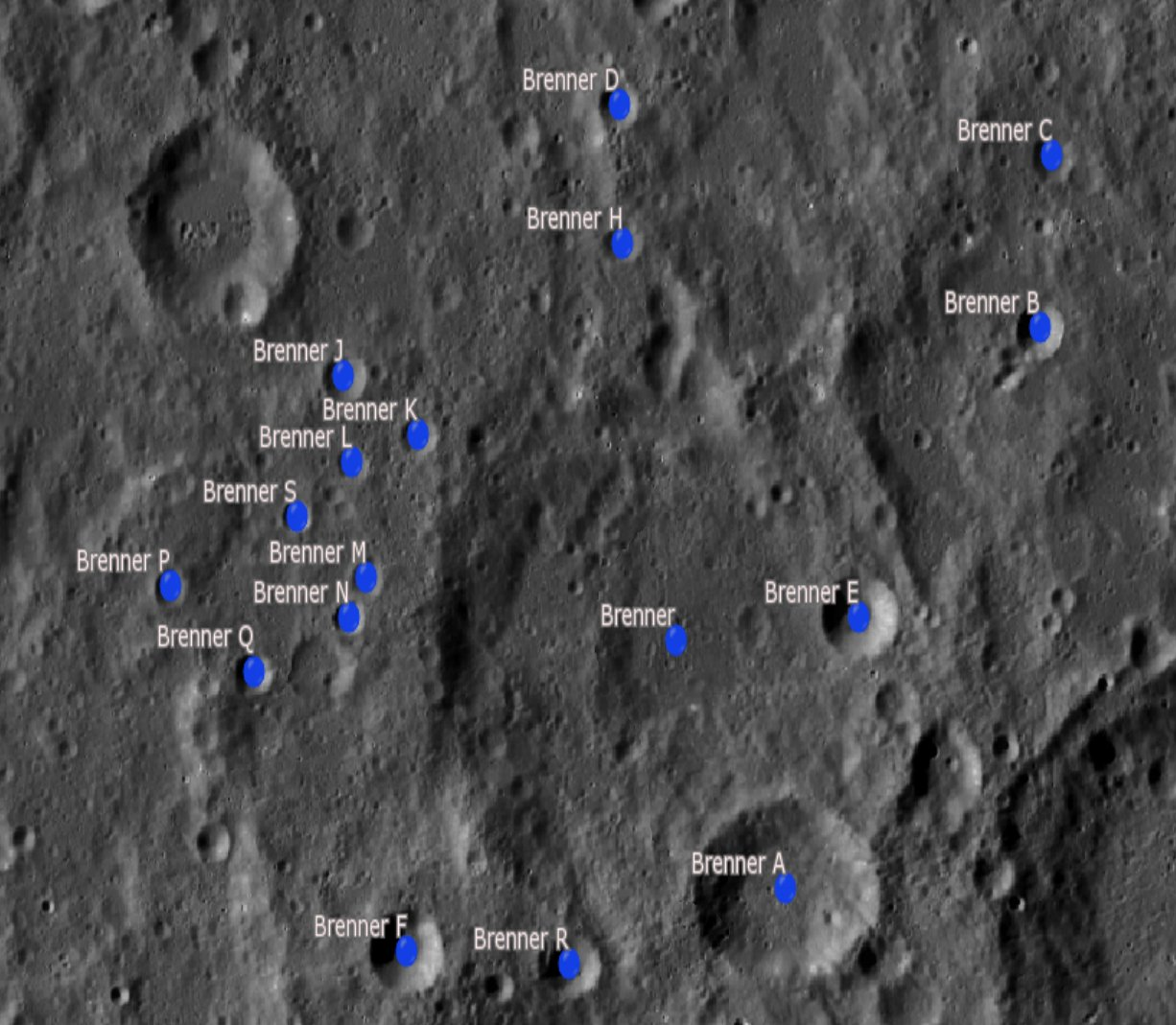
Cràters satèl·lit
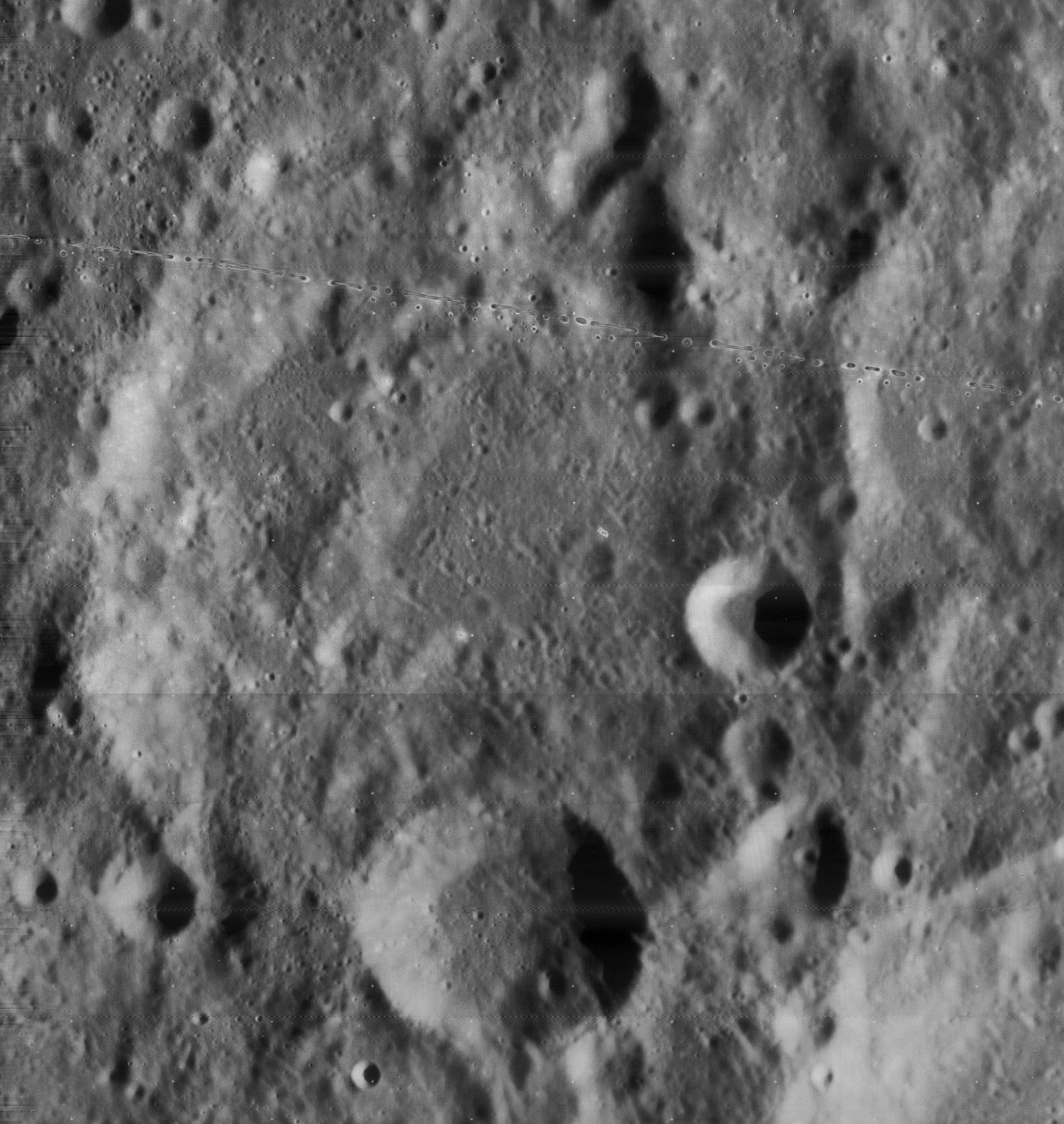
Fotografia de la missió Lunar Orbiter 4

Aquesta antiga formació ha estat profundament erosionada per impactes posteriors, fins al punt que només la part occidental encara s'assembla a un cràter. Aquest costat conté el sector més intacte de la vora, encara que s'ha desgastat fins a formar una cresta baixa a la superfície. La part nord-est del cràter s'ha regenerat per fluxos de lava, reduint-se a poc més que una part rugosa i irregular del terreny. La vora sud-est està coberta per un cràter relativament antic designat Brenner A.
Porta el nom de l'astrònom serbi Spiridon Gopčević (que també era conegut amb el pseudònim de Leo Brenner).

## Cràters satèl·lit
Per convenció aquests elements són identificats en els mapes lunars posant la lletra en el costat del punt central del cràter que està més proper a Brenner.
| Brenner | Coordenades                          | Diàmetre |
| ------- | ------------------------------------ | -------- |
| A       | 40° 24′ S, 40° 00′ E / 40.4°S,40.0°E | 32 km    |
| B       | 37° 24′ S, 41° 48′ E / 37.4°S,41.8°E | 10 km    |
| C       | 36° 30′ S, 41° 54′ E / 36.5°S,41.9°E | 7 km     |
| D       | 36° 12′ S, 38° 42′ E / 36.2°S,38.7°E | 8 km     |
| E       | 38° 54′ S, 40° 30′ E / 38.9°S,40.5°E | 14 km    |
| F       | 40° 36′ S, 37° 00′ E / 40.6°S,37.0°E | 14 km    |
| H       | 36° 54′ S, 38° 42′ E / 36.9°S,38.7°E | 8 km     |
| J       | 37° 42′ S, 36° 36′ E / 37.7°S,36.6°E | 8 km     |
| K       | 38° 00′ S, 37° 18′ E / 38.0°S,37.3°E | 7 km     |
| L       | 38° 06′ S, 36° 36′ E / 38.1°S,36.6°E | 5 km     |
| M       | 38° 48′ S, 36° 54′ E / 38.8°S,36.9°E | 7 km     |
| N       | 39° 00′ S, 36° 42′ E / 39.0°S,36.7°E | 7 km     |
| P       | 38° 48′ S, 35° 18′ E / 38.8°S,35.3°E | 7 km     |
| Q       | 39° 12′ S, 35° 54′ E / 39.2°S,35.9°E | 8 km     |
| R       | 40° 42′ S, 38° 18′ E / 40.7°S,38.3°E | 10 km    |
| S       | 38° 24′ S, 36° 12′ E / 38.4°S,36.2°E | 6 km     |